# Mystifikace na lodi Dreadnought

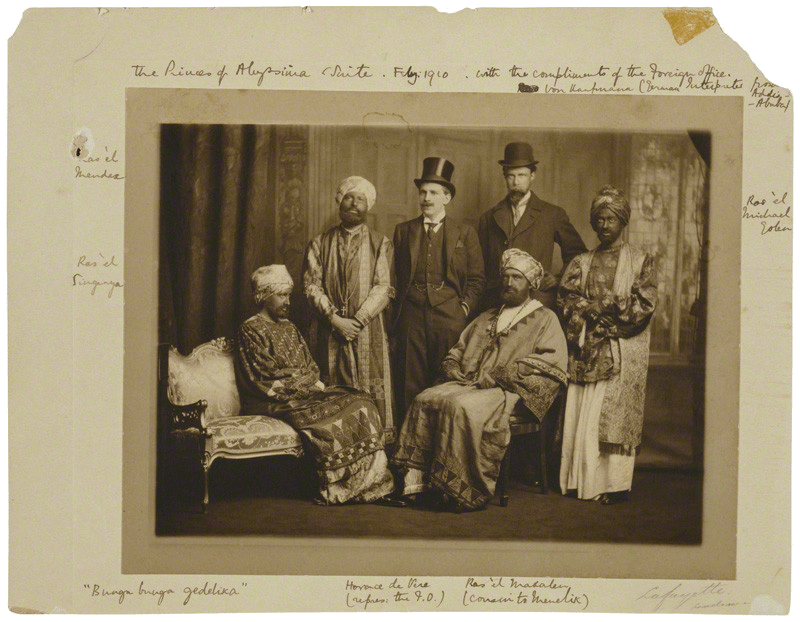
Vtipálci z lodi Dreadnought převlečení za urozené Habešany; Virginia Woolfová je zcela vlevo s vousy

Mystifikace na lodi Dreadnought byl kanadský žertík, který v roce 1910 zosnoval britský výstředník Horace de Vere Cole. Cole trikem přesvědčil britské Královské námořnictvo, aby ukázalo svou vlajkovou loď H.M.S. Dreadnought falešné delegaci členů habešské císařské rodiny.
Mystifikace se zúčastnil Cole a pět jeho přátel – spisovatelka Virginia Woolfová (tehdy ještě Stephenová), její bratr Adrian Stephen, Guy Ridley, Anthony Buxton a malíř Duncan Grant – kteří si oblékli turbany a načernili tváře, aby vypadali jako „orientálci“. Hlavním omezením jejich převleku bylo, že nemohli jíst, aniž by nalíčení zničili. Adrian Stephen se ujal role „tlumočníka“. Celá „operace“ stála Colea 4 000 £, na tehdejší dobu značnou sumu.
10. února 1910 recese začala. Coleův komplic poslal na HMS Dreadnought, kotvící právě v přístavu Weymouth (v Dorsetu), telegram jménem podtajemníka Ministerstva zahraničí Sira Charlese Hardinga, že se loď má připravit na návštěvu habešských princů.
Cole se svým doprovodem přišel na londýnské nádraží Paddington, kde se Cole představil jako „Herbert Cholmondely“ z Ministerstva zahraničí a vyžádal si zvláštní vlak do Weymouthu. Přednosta stanice mu poskytl i VIP vagón.
Ve Weymouthu přivítala prince čestná stráž námořnictva. Nikdo nenašel habešskou vlajku, a tak námořnictvo použilo vlajku Zanzibaru a zahrálo zanzibarskou národní hymnu. Zdálo se, že návštěvníci si toho nepovšimli.
Poté skupina provedla inspekci lodě. Návštěvníci rozdávali vizitky se svahilským textem a mluvili mezi sebou lámanou latinou; své uznání projevovali pokřikem „bunga bunga“. Požádali o modlitební koberečky a udělili falešná vyznamenání několika důstojníkům. Jeden z důstojníků, který byl příbuzným Woolfové a Colea znal, nepoznal ani jednoho z nich, možná i proto, že slyšel silný německý přízvuk překladatele a bál se, aby na lodi nebyl německý špeh.
Anthony Buxton jednou kýchl a odlepily se mu falešné vousy, ale stačil si je přilepit dřív, než si toho kdokoli všiml.
Ve vlaku Cole řekl průvodčímu, že královské rodině lze servírovat oběd pouze v bílých rukavicích, aby se vyhnul problému s make-upem.
V Londýně celou lest odhalili tím, že do Daily Mirror poslali dopis a společnou fotografii. Královské námořnictvo se nakrátko stalo terčem posměšků a požadovalo, aby byl Cole zatčen. Ovšem Cole a jeho společníci neporušili žádný zákon. Námořnictvo poslalo dva důstojníky, aby za trest dali Coleovi výprask rákoskou – ale Cole se bránil tím, že by měli dostat výprask sami, protože se dali napálit.
V roce 1915 loď Dreadnought najetím potopila německou ponorku. Mezi blahopřejnými telegramy byl jeden, který zněl: "BUNGA BUNGA".